# Tierra Amiga
Tierra Amiga fue una revista ecologista editada en Uruguay entre 1991 y 1997, llegando a 50 ediciones. 

## Historia
Comenzó como un proyecto de la Federación Amigos de la Tierra de América Latina que después se convirtió en un proyecto de comunicación uruguayo que se vendió en kioscos en Montevideo.
Era una revista periodística orientada en el ecologismo que abarcaba la realidad uruguaya, así como la situación mundial del ambiente. La organización no gubernamental REDES (Red de Ecología Social) Amigos de la Tierra Uruguay, fue la responsable de la revista que llegó a ser mensual entre 1994 y 1997. 
El redactor responsable en sus primeros años (entre 1992 y 1995) y quien le dio forma periodística al proyecto fue Jorge Barreiro. Además colaboraron en diversas etapas los periodistas Carlos Amorín, Raúl Zibechi, Eduardo Curuchet, Aníbal Paiva, entre otros. 
Asimismo escribieron o se publicaron textos de especialistas en temas ambientales como Danilo Antón, Joan Martínez Alier, Ricardo Carrere, Juan Carlos Villalonga, Carlos Vicente, Ramón Legnani, Iván Illich, Silvia Ribeiro, Ramón Vargas, Daniel Chodorkof (del Institute for Social Ecology), Nicholas Hildyard, Edgar Morin, Murray Bookchin, entre muchos otros.
Durante los años de existencia hizo varias denuncias que fueron recogidas por otros medios y tuvo que enfrentar presión de empresas multinacionales por algunos de sus reportajes. Es recordada la denuncia de la posibilidad de que llegara al Uruguay una embarcación con desechos tóxicos que fue detenida, así como otras publicaciones sobre energía nuclear.
En 1994 Tierra Amiga tuvo un enfrentamiento a la multinacional Bayer y, con el apoyo de la Coordinadora Anti Bayer, el redactor de Tierra Amiga, periodista Jorge Barreiro, viajó hasta Alemania y fue "accionista por un día" para hacer denuncias en el propio seno de la empresa. Así lo describió Eduardo Galeano en su libro "Patas Arriba" en la página 125.